# 无叶莲
无叶莲（学名：Petrosavia sinii），为百合科无叶莲属下的一个植物种。